# Графеновый полевой транзистор
Графеновый полевой транзистор — транзистор из графена, который использует электрическое поле, создаваемое затвором для управления проводимостью канала. На сегодняшний момент не существует промышленного способа получения графена, но предполагается, что его хорошая проводимость поможет создать транзисторы с высокой подвижностью носителей и по этому показателю превзойти подвижность в полевых транзисторах на основе кремниевой технологии.
Созданные полевые транзисторы не совершенны и обладают большими токами утечки (из-за того, что графен — полуметалл), хотя модуляция проводимости может быть существенной.

## Графеновые наноленты
Так как графен является полуметаллом, то невозможно избавиться от носителей в нём при приложении затворного напряжения, и поэтому всегда будет существовать высокий ток утечки в графеновых структурах. Для преодоления этого нежелательного эффекта предлагается использовать узкие полоски графена, из-за размера называемые нанолентами, где благодаря квантово-размерному эффекту возможно образование запрещённой зоны, ширина которой обратно пропорциональна поперечному размеру ленты.
Однако не все наноленты обладают запрещённой зоной, поскольку это сильно зависит от расположения граничных атомов, и в общем случае все наноленты с расположением атомов на краю зигзагом (англ. zig-zag) не имеют запрещённой зоны. Tолько если атомы расположены в виде кресла (англ. armchair), и количество их отлично от (3N-1), где N — целое число, образуется запрещённая зона. При возникновении дефектов на границе наноленты переходят из металлического состояния в полупроводниковое. Так как не представляется возможным добиться атомарной точности при литографии, получить металлическую наноленту до сих пор не удалось. Существует, однако, несколько работ, посвящённых исследованию зависимости ширины запрещённой зоны от ширины наноленты, где показано, что при ширине ленты 20 нм ширина запрещённой зоны составляет 28 мэВ.
Теоретическому исследованию электронной структуры нанолент посвящено много работ, как основанных на модели сильно связанных электронов, так и с использованием решения уравнения Дирака, а также численные методы.

## Затвор
Первый прибор с затвором был продемонстрирован в работе, где авторы использовали стандартную электронную литографию. Металлический затвор покоился на тонком слое диэлектрика (SiO2). Качество прибора заметно ухудшилось благодаря дополнительному рассеянию носителей в графене, но авторы наблюдали более слабую модуляцию проводимости при приложении напряжения к затвору, чем в случае с обратным затвором. Несмотря на гораздо более пологую зависимость сопротивления от приложенного затворного напряжения, эта работа показала, что обычные методы электронной литографии можно применять и в случае графена.

## Альтернативные подходы
На данный момент существуют несколько подходов к созданию полевых транзисторов на основе графена. Среди них можно выделить экспериментально реализованный транзистор на основе кулоновской блокады и использование нового эффекта, предсказанного в работе.

### Кулоновская блокада
На основе графена возможно построить квантовую точку, в которой при достаточно малых размерах можно наблюдать кулоновскую блокаду.

### Баллистический транспорт и электронные линзы Веселаго
В работе показано, что p—n-переход может служить эффективным средством фокусировки баллистических электронов.

### Двухслойный графен
Двухслойная плёнка графена обладает не линейным, а параболическим законом дисперсии с нулевой энергетической щелью.

### Влияние подложки
Графен, помещённый на подложку BN, обладает спектром носителей с конечной массой.

## Эпитаксиальный графен
Все вышеприведённые примеры транзисторов были получены с помощью отщепления слоёв графита посредством липкой ленты — процесса ненадёжного и не совместимого с технологическим производством, хотя образцы, полученные таким методом, обладают на сегодняшнее время самыми хорошими характеристиками. Существует также другой способ получения плёнок графена на подложке карбида кремния (SiC) путём её термического разложения. Этот способ гораздо ближе к масштабному производству.